# Thanks Two you
『Thanks Two you』（サンクス・トゥー・ユー）は、タッキー&翼の2枚目のベストアルバム。2018年12月26日にavex traxから発売された。

## 解説
『タキツバベスト』以来、約11年ぶりとなるベストアルバム。全シングルの表題曲やアルバムリード曲などタッキー&翼の楽曲44曲、初CD化を含む滝沢のソロ曲12曲と今井のソロ曲12曲、合計68曲をリマスタリングで収録しているオールタイム・ベスト。
初回盤・コンプリート盤・通常盤の3形態で販売され、初回盤のDVD・Blu-rayにはミュージックビデオ26曲やオフショット映像が収められている。コンプリート盤ではCD11枚組とDVD7枚組またはBlu-ray4枚組、購入者の名前をジャケットスリーブに印字し、完全受注生産で発売した。
本作がタッキー&翼として最後のアルバムとなった。

## 収録曲

### CD

#### 初回盤・通常盤

##### DISC 1
1. True Heart
作詞：松井五郎、作曲：M.Funemyr、編曲：CHOKKAKU
  - 2002年9月11日発売1stミニアルバム「Hatachi」収録曲
2. 空のスクリーン -rainbow in my soul-
作詞：小幡英之、作曲：羽岡佳、編曲：本間昭光
  - 1stミニアルバム収録曲
3. epilogue
作詞：Kenji Nishino、作曲：Joye Carbone、編曲：YUKAKO
  - 1stミニアルバム収録曲
4. 卒業〜さよならは明日のために〜
作詞：Kenn Kato、作曲：松本良喜、編曲：CHOKKAKU
  - 2003年2月26日発売1stシングル「To be, To be, Ten made To be」の1曲目
5. To be, or not to be
作詞：小幡英之、作曲・編曲：HΛL
  - 1stシングルの2曲目
6. 夢物語
作詞・作曲：羽場仁志、編曲：安部潤
  - 2003年11月12日発売2ndシングル
7. ひと夏の・・・
作詞：小幡英之、作曲：森元康介、編曲：高見優
  - 2ndシングル通常盤カップリング
8. One Day, One Dream
作詞：小幡英之 作曲：吉川慶、編曲：CHOKKAKU
  - 2004年2月11日発売3rdシングル
9. Pride♂the END
作詞：小幡英之、作曲：吉川慶、編曲：高見優
  - 2004年4月28日発売1stアルバム「Twenty Two」収録曲
10. Diamond
作詞：売野雅勇、作曲：Robert Ahlin・Richard Larbi、編曲：CHOKKAKU
  - 1stアルバム収録曲
11. ラブ・スパイラル
作詞・作曲・編曲：コモリタミノル
  - 1stアルバム収録曲
12. 愛想曲
作詞・作曲：羽場仁志、編曲：h-wonder
  - 2004年11月3日発売4thシングル
13. queen of R
作詞：小幡英之、作曲：宮崎歩、編曲：安部潤
  - 4thシングル通常盤カップリング
14. 仮面
作詞：小幡英之、作曲：酒井ミキオ、編曲：鈴木雅也
  - 2005年5月4日発売5thシングルの1曲目

##### DISC 2
1. 未来航海
作詞：田形美喜子・森元康介、作曲：森元康介、編曲：CHOKKAKU
  - 5thシングルの2曲目
2. Venus
作詞・作曲：羽場仁志、編曲：CHOKKAKU
  - 2006年1月18日発売6thシングル
3. Ho! サマー
作詞・作曲：羽場仁志、編曲：CHOKKAKU
  - 2006年8月9日発売7thシングル
4. HEY!! LISTEN TO THE MUSIC
作詞：Kenn Kato、作曲：日比野裕史、編曲：田辺恵二
  - 2006年11月15日発売2ndアルバム「Two You Four You」収録曲
5. ×〜ダメ〜
作詞：min-hwa、作曲：鈴木盛広、編曲：前嶋康明
  - 2007年4月18日発売8thシングルの1曲目
6. Crazy Rainbow
作詞：森元康介・TAKESHI、作曲：森元康介、編曲：CHOKKAKU
  - 8thシングルの2曲目
7. SAMURAI
作詞：羽場仁志・井筒日美、作曲：羽場仁志、編曲：CHOKKAKU
  - 2007年8月8日発売9thシングル
8. REAL DX
作詞：くまのきよみ、作曲：木村真也
  - 2007年10月17日発売1stベストアルバム「タキツバベスト」初回限定盤B特典CD収録曲
9. カミラ◆タマラ
作詞・作曲：オオヤギヒロオ
  - 1stベストアルバム初回限定盤B特典CD収録曲
10. 恋よ
作詞：TAKESHI、作曲：寺田一郎
  - 1stベストアルバム初回限定盤B特典CD収録曲
11. 愛してるぜT&T
作詞：タッキー&翼、作曲：TAKESHI
  - 1stベストアルバム初回限定盤B特典CD収録曲
12. 恋詩-コイウタ-
作詞：Shihomi、作曲：SJR、編曲：CHOKKAKU
  - 2008年6月4日発売10thシングルの1曲目
13. 愛はタカラモノ
作詞：山下和彰、作曲：飯田建彦、編曲：CHOKKAKU
  - 2010年11月24日発売11thシングル
14. ありがとう
作詞：滝沢秀明・今井翼、作曲：浅利進吾、編曲：家原正樹
  - 11thシングルタキツバSHOP限定盤カップリング
15. 時間旅行
作詞・作曲：林田健司、編曲：CHOKKAKU
  - 2011年3月16日発売2ndミニアルバム「TRIP & TREASURE」収録曲

##### DISC 3
1. 山手線外回り
作詞・作曲・編曲：日比野裕史
  - 2ndミニアルバム収録曲
2. Journey Journey〜ボクラノミライ〜
作詞：椎名慶治、作曲：加藤祐介、編曲：鈴木ヒロト
  - 2011年8月31日発売12thシングル
3. Hey Now!
作詞・作曲：浅利進吾
  - 12thシングルタキツバSHOP限定盤カップリング
4. Heartful Voice
作詞・作曲・編曲：岩田秀聡
  - 2011年11月23日発売13thシングル
5. Number One! Only One!
作詞：永岡昌憲、作曲：市川喜康
  - 2012年9月11日発売3rdアルバム「TEN」収録曲
6. WonderlanDream
作詞：Leonn Dele、作曲：Ladimeji・川口進
  - 3rdアルバム収録曲
7. 絆も奇跡もここにある
作詞：BOUNCEBACK、作曲：HIKARI
  - 3rdアルバム収録曲
8. 僕のそばには星がある
作詞：もりちよこ、作曲：羽場仁志、編曲：中村康就
  - 2014年3月19日発売14thシングルの1曲目
9. ビバビバモーレ
作詞・作曲：鈴木ともよし、編曲：古川貴浩
  - 14thシングルの2曲目
10. 抱夏-ダキナツ-
作詞・作曲・編曲：成瀬裕介
  - 2014年8月20日発売15thシングル
11. ギラメラ
作詞：椎名慶治、作曲・編曲：平賀伸明
  - 2014年12月3日発売4thアルバム「Two Tops Treasure」収録曲
12. ねぇ
作詞・作曲：岩田秀聡、編曲：岩田秀聡・永野大輔
  - 5thアルバム収録曲
13. 雨が虹に変われば
作詞：岩田秀聡、作曲：岩田秀聡・山上佑、編曲：岩田秀聡・永野大輔
  - 4thアルバム収録曲
14. 山手線内回り〜愛の迷路〜
作詞・作曲・編曲：日比野裕史
  - 2015年9月23日発売16thシングル
15. 時間旅行Second!
作詞・作曲：林田健司、編曲：CHOKKAKU
  - 16thシングルカップリング

##### DISC 4 滝沢秀明ソロ作品
1. キ・セ・キ
作詞：Kenn Kato、作曲：Hironari Tatsumi、編曲：CHOKKAKU
  - 1stミニアルバム収録曲
2. 12月の花
作詞：越中睦、作曲・編曲：LaVenDer
  - 2ndアルバム収録曲
3. きまぐれJET
作詞・作曲：TAKESHI
  - 1stベストアルバム初回限定盤B特典CD収録曲
4. 愛・革命
作詞：滝沢秀明、作曲：滝沢秀明・Mark Davis・Johan Fransson・Tim Larsson・Niklas Edberger・Tobias Lundgren、編曲:CHOKKAKU
  - 2009年1月7日発売滝沢秀明1stシングル
5. WITH LOVE
作詞・作曲：滝沢秀明、編曲：CHOKKAKU
  - 滝沢秀明1stシングルカップリング
6. シャ・ラ・ラ
作詞：山下和彰、作曲：増田武史、編曲：CHOKKAKU
  - 2009年5月6日発売滝沢秀明2ndシングルの1曲目
7. 無限の羽
作詞・作曲：滝沢秀明、編曲：加藤裕介
  - 滝沢秀明2ndシングルの2曲目
8. 手紙
作詞・作曲：滝沢秀明
  - 滝沢秀明2ndシングルTackey Shop限定盤カップリング
9. ヒカリひとつ
作詞：実ノ里、作曲：三留一純、編曲：CHOKKAKU
  - 2009年8月23日発売滝沢秀明3rdシングル
10. ボクがいる
作詞・作曲：滝沢秀明、編曲：川端良征
  - 滝沢秀明3rdシングルTackey Shop限定盤カップリング
11. 894…ハクシ… -LIVE ver.-
作詞・作曲：滝沢秀明、編曲：ha-j
  - 2002年12月26日発売DVD『「Hatachi」deデビューGiants Hits Concert with all ジャニーズJr.』収録曲の音声をそのまま流用。
12. 記憶のカケラ
作詞・作曲：岩田秀聡、編曲：永野大輔・岩田秀聡
  - フジテレビ系ドラマ『家族の旅路 家族を殺された男と殺した男』主題歌。

##### DISC 5 今井翼ソロ作品
1. Get Down
作詞・作曲：宮崎歩、編曲：ha-j
  - 1stミニアルバム収録曲
2. 行カナイデ
作詞：馬飼野康二、作曲：YUKAKO、編曲：Joye Carbone
  - 1stミニアルバム収録曲
3. LOVE&TOUGH
作詞：阿閉真琴・多胡邦夫、作曲：多胡邦夫、編曲：久米康隆
  - 1stアルバム収録曲
4. DEEP into BLUE
作詞：Batu Bulan、作曲：十川知司・鈴木哲彦、編曲：高見優
  - 3rdシングルカップリング
5. Never Ever
作詞：小林和子、作曲：矢崎俊輔、編曲：前嶋康明
  - 6thシングルカップリング
6. 見果てぬ夢
作曲・作曲：小幡英之、編曲：小幡英之・Audio Highs
  - 7thシングルカップリング
7. AXEL
作詞：相田毅、作曲：シライシ紗トリ
  - 1stベストアルバム初回限定盤B特典CD収録曲
8. BACKBORN
作詞：今井翼・宮﨑歩・亜美、作曲・編曲：宮﨑歩
  - 2010年2月24日発売今井翼1stシングル
9. 君となら
作詞：今井翼、作曲：浅利進吾、編曲：知野芳彦
  - 今井翼1stシングルカップリング
10. Chance to Dance
作詞：今井翼、作曲・編曲：末光篤
  - 2ndミニアルバム収録曲
11. Get Down -LIVE ver.-
  - 1stミニアルバム収録曲のライブバージョン
12. 優しいだけのハーモニー
作詞：TAKESHI、作曲：今井翼、編曲：3-5-2
  - CD初収録

#### Thanks Two you名前入りコンプリート盤

##### DISC 1
1. True Heart
2. キ・セ・キ
3. Get Down
4. The world will never forget...
5. 願い
6. 行カナイデ
7. 空のスクリーン -raibow in my soul-
8. epilogue
9. 卒業〜さよならは明日のために〜
10. To be, or not to be
11. 生きてる証
12. 風
13. LOVE&TOUGH

##### DISC 2
1. 夢物語
2. 風の詩
3. IT'S ONLY DREAM
4. ひと夏の…
5. One Day, One Dream
6. DEEP into BLUE
7. あるがまま
8. 愛世界
9. 愛シタガリ
10. Pride♂the END
11. 愛 Check It!
12. GO ON
13. Diamond
14. トレモロ
15. 2人の夜

##### DISC 3
1. ラブ・スパイラル
2. You & I
3. 愛想曲
4. Starry Sky
5. queen of R
6. 仮面
7. 未来航海
8. Romantic
9. Venus
10. 君の名を呼びたい
11. Never Ever
12. Ho! サマー
13. Taste me
14. 見果てぬ夢
15. 道

##### DISC 4
1. ラブラッキー☆
2. 夏の風
3. Black Butterfly
4. Slave Of Love
5. Mermaid
6. Rainy Memories
7. 12月の花
8. HEY!! LISTEN TO THE MUSIC
9. サヨナラの向こう
10. カッコつかないTonight
11. ×〜ダメ〜
12. Crazy Rainbow
13. 運命
14. EDGE

##### DISC 5
1. SAMURAI
2. 約束〜Flowers Song〜
3. 約束〜World wing〜
4. HIMEGOTO
5. REAL DX
6. Words Of Love
7. AXEL
8. JOURNEY
9. DO ME CRAZY
10. カミラ◆タマラ
11. 恋よ
12. きまぐれJET
13. 流れ星
14. 愛してるぜT&T
15. Daydreamer

##### DISC 6
1. 恋詩-コイウタ-
2. PROGRESS
3. 約束-Last-
4. GLORY DAYS
5. 愛・革命
6. WITH LOVE
7. Home Party!!
8. シャ・ラ・ラ
9. 無限の羽
10. YOUやっちゃいなよ!!
11. 手紙
12. ただ…
  - 今井翼ライブDVD『TSUBASA IMAI☆Dance and Rock★ Tour'09』特典CD収録曲
13. 虜
  - 今井翼ライブDVD『TSUBASA IMAI☆Dance and Rock★ Tour'09』特典CD収録曲
14. Solitude
  - 今井翼ライブDVD『TSUBASA IMAI☆Dance and Rock★ Tour'09』特典CD収録曲

##### DISC 7
1. ヒカリひとつ
2. 悪い男
3. 愛の戦士TAKIレンジャー
4. ボクがいる
5. BACKBORN
6. 君となら
7. [ASAP]
8. !Make it Happy![2]
9. 愛はタカラモノ
10. Cherry Sweet
11. ギミラ
12. タキツバ音頭
13. ありがとう
14. 時間旅行
15. Billions of You

##### DISC 8
1. L.O.V.E.
2. スポットライト
3. 花華〜僕とあなた〜
4. Chance to Dance
5. TINY PIRATES
6. Luv the Shangri-la
7. シーサイドロマンス
8. 山手線外回り
9. Journey Journey〜ボクラノミライ〜
10. 友よ
11. Love is All
12. Hey Now!
13. Heartful Voice
14. Our Song
15. Smile
16. 彩り

##### DISC 9
1. Get up〜I'm believing by myself
2. iVamos! ALA
3. 勝手にしやがれ feat:Martin Friedman
4. 小悪魔ジュリエット
5. Number One! Only One!
6. 堕天使ロミオ
7. 土壇場ドリーマー
8. 24時間・美happy
9. パピプペヤッポAlright!
10. WonderlanDream
11. 絆も奇跡もここにある
12. Crazy Girl
13. 純
14. 裸のMIND
15. 山手線外回り -タキツバ10周年の旅-

##### DISC 10
1. 僕のそばには星がある
2. ビバビバモーレ
3. あの日の君がいるから
4. 抱夏-ダキナツ-
5. 青春の先の希望
6. キミシダイ
7. ギラメラ
8. Boogie 2night
9. ねぇ
10. ココロウルオシテク
11. 雨が虹に変われば
12. コイゴコロHUNTER

##### DISC 11
1. 灼熱の律動
2. 返せない傘を借りた
3. We are the T&T
4. 山手線内回り〜愛の迷路〜
5. 時間旅行Second!
6. ユメイログラフィティ
7. ソラソラヲ
8. ボクらのエスケイプ
9. STARLIGHT MOONLIGHT
10. 電車に乗って
11. ペンデュラム・ラヴ
12. 愛し尽くす2016
13. Zero G
14. forever 君を...
15. Vertigo

### Blu-ray/DVD

#### 初回盤
※Blu-rayは1枚に収録

##### DISC 1
1. True Heart
2. 卒業〜さよならは明日のために〜
3. 夢物語
4. One Day, One Dream
5. 愛想曲
6. 仮面
7. Venus
8. Ho! サマー
9. Crazy Rainbow
10. ×〜ダメ〜
11. SAMURAI
12. 恋詩-コイウタ- 恋盤ドラマバージョン
13. 愛はタカラモノ
14. 時間旅行
15. 卒業〜さよならは明日のために〜 OFF SHOT
16. 夢物語 OFF SHOT
17. 愛想曲 OFF SHOT
18. Venus OFF SHOT
19. Ho! サマー OFF SHOT
20. Crazy Rainbow MAKING
21. ×〜ダメ〜 MAKING
22. SAMURAI MAKING
23. 愛はタカラモノ OFF SHOT
24. 時間旅行 OFF SHOT

##### DISC 2
1. 山手線外回り
2. Journey Journey〜ボクラノミライ〜
3. Heartful Voice
4. WonderlanDream
5. REAL DX
6. 僕のそばには星がある
7. ビバビバモーレ
8. 抱夏-ダキナツ-
9. ギラメラ[タキツバセルフプロデュース]
10. 雨が虹に変われば
11. 山手線内回り〜愛の迷路〜
12. 時間旅行Second!
13. 山手線外回り OFF SHOT
14. Journey Journey〜ボクラノミライ〜 OFF SHOT
15. Heartful Voice MAKING
16. WonderlanDream MAKING
17. REAL DX MAKING
18. 僕のそばには星がある MAKING MOVIE
19. ビバビバモーレ MAKING MOVIE
20. 抱夏-ダキナツ- MAKING
21. ギラメラ[タキツバセルフプロデュース] MAKING
22. 山手線内回り〜愛の迷路〜 MAKING
23. 時間旅行Second! MAKING

#### Thanks Two you名前入りコンプリート盤
※Blu-rayは4枚組

##### DISC 1
1. True Heart
2. キ・セ・キ
3. Get Down
4. 卒業〜さよならは明日のために〜
5. 卒業〜さよならは明日のために〜 OFF SHOT
6. 夢物語
7. 夢物語 OFF SHOT
8. One Day, One Dream
9. 愛想曲
10. 愛想曲 OFF SHOT
11. 仮面
12. Venus
13. Venus振り付けマニュアル
14. Venus
  1. -Japan ver.-
  2. -Korean ver.-
  3. -Chinese ver.-
  4. -Tai ver.-
15. Venus OFF SHOT
16. Ho! サマー
17. Ho! サマー振付
18. Ho! サマーOFF SHOT
19. 滝翼出雲魂咲会跳〜OFF SHOT & CONCERT〜
20. Crazy Rainbow
21. ×〜ダメ〜

##### DISC 2
1. ×〜ダメ〜 振付け講座
2. ×〜ダメ〜 振付けビデオ(TACKEY ANGLE)
3. ×〜ダメ〜 振付けビデオ(TSUBASA ANGLE)
4. Crazy Rainbow 〜ONE PIECE×TACKEY&TSUBASA ORIGINAL ANIMATION MUSIC CLIP〜
5. Crazy Rainbow 〜ONE PIECE ノンテロップオープニング VERSION〜
6. Crazy Rainbow MAKING
7. ×〜ダメ〜 MAKING
8. SAMURAI
9. SAMURAI〜LIVE VERSION〜MUSIC CLIP
10. SAMURAI MAKING
11. 約束〜Flowers Song〜MUSIC CLIP
12. 約束〜World wing〜MUSIC CLIP
13. History Of Tackey & Tsubasa (2002.9.11〜)
14. 恋詩-コイウタ- 恋盤ドラマバージョン
15. 恋詩-コイウタ- 詩盤MUSIC CLIP
16. 愛・革命
17. WITH LOVE TAKIZAWA ENBUJO 08 special edition
18. シャ・ラ・ラ
19. シャ・ラ・ラ OFF SHOT

##### DISC 3
1. 無限の羽 Tackey Special Version
2. ヒカリひとつ
3. ヒカリひとつ OFF SHOT
4. ヒカリひとつ -Drama Edition-
5. ヒカリひとつ -Anime Edition-
6. BACKBORN
7. BACKBORN OFF SHOT
8. 愛はタカラモノ
9. 愛はタカラモノ (Dance Edition) -Music Clip-
10. 愛はタカラモノ OFF SHOT
11. Prologue to TAKITSUBA MATSURI
12. 時間旅行
13. 時間旅行 OFF SHOT
14. 山手線外回り
15. 山手線外回り OFF SHOT

##### DISC 4
1. Journey Journey〜ボクラノミライ〜
2. Journey Journey〜ボクラノミライ〜 タッキーver.
3. Journey Journey〜ボクラノミライ〜 翼ver.
4. Journey Journey〜ボクラノミライ〜 OFF SHOT
5. Heartful Voice
6. Heartful Voice サビ振付 ver.
7. Heartful Voice MAKING
8. タッキー&翼 Concert Tour 2011 OUR FUTURE BACK STAGE MOVIE

##### DISC 5
1. 10周年記念スペシャルイベント at 横浜アリーナ

##### DISC 6
1. WonderlanDream
2. WonderlanDream MAKING
3. WonderlanDream 〜ロンドンを巡る旅〜編
4. REAL DX
5. REAL DX MAKING
6. 10周年スペシャルインタビュー
7. 僕のそばには星がある
8. 僕のそばには星がある MAKING MOVIE
9. タッキー&翼10周年in東京ドームスペシャル映像
10. ビバビバモーレ
11. ビバビバモーレ MAKING MOVIE
12. 抱夏-ダキナツ-
13. 抱夏-ダキナツ- MAKING
14. 抱夏-ダキナツ- Dance Edition Music Video
15. 抱夏-ダキナツ- ジャケット写真撮影 MAKING

##### DISC 7
1. 6月15日イベント映像
2. ギラメラ
3. REAL DX LIVE CLIP [2002-2014]
4. 雨が虹に変われば
5. スペシャル映像
6. ギラメラ[タキツバセルフプロデュース]
7. ギラメラ MAKING
8. 山手線内回り〜愛の迷路〜
9. 山手線内回り〜愛の迷路〜 MAKING
10. 時間旅行Second!
11. 時間旅行Second! MAKING
12. ふたり旅 -名古屋LIVE- ダイジェスト
13. タキツバぶらりふたり旅 -広島編-